# Columnea proctorii
Columnea proctorii är en tvåhjärtbladig växtart som beskrevs av William Thomas Stearn. Columnea proctorii ingår i släktet Columnea och familjen Gesneriaceae. Inga underarter finns listade i Catalogue of Life.